# Храм на Асклепий (Дион)
Храмът на Асклепий или Асклепионът (на гръцки: Ιερό Ασκληπιού, Ἀσκληπιεῖον) е археологически обект в античния македонски град Дион, Гърция.

## История
Към IV век пр.н.е. култът към бога лечител Асклепий процъфтява в Дион. Храмът му е разположен южно извън стените на града, между Храма на Деметра на север и Храма на Зевс Олимпийски на юг. Мястото е избрано поради наличието на чисти извори, необходима част от култа към Асклепий за осъществяване на излекуванията в храма. Храмът се е състоял от портик и цела, в които са открити разхвърляни фрагменти от надписи, пиедастали и статуи. В римско време на север от храма е построена малка обществена тоалетна за нуждите на поклонниците, които прекарвали нощите край храма в очакване на магическо излекуване.
Най-важната археологическа находка в храма е мраморна статуя на дъщерята на Асклепий Хигия. Скулптурата е копие на класическо произведение от атическо ателие от IV век пр.н.е. и представлява Хигия със свещената змия на рамо. При разкопките са открити и фрагменти от пиедестала и култовата статуя на Асклепий, малка елинистическа глава на Асклепий, глава на лекуващия демон Телесфорос изобразен като дете с качулка, бронзова змия и камъкът от пръстен от V век пр.н.е. с фигурка на Ерос.